# Snark de Szekeres
Le snark de Szekeres est, en théorie des graphes, un graphe 3-régulier possédant 50 sommets et 75 arêtes.

## Propriétés

### Propriétés générales
Le diamètre du snark de Szekeres, l'excentricité maximale de ses sommets, est 7, son rayon, l'excentricité minimale de ses sommets, est 6 et sa maille, la longueur de son plus court cycle, est 5. Il s'agit d'un graphe 3-sommet-connexe et d'un graphe 3-arête-connexe, c'est-à-dire qu'il est connexe et que pour le rendre déconnecté il faut le priver au minimum de 3 sommets ou de 3 arêtes.

### Coloration
Le nombre chromatique du snark de Szekeres est 3. C'est-à-dire qu'il est possible de le colorer avec 3 couleurs de telle façon que deux sommets reliés par une arête soient toujours de couleurs différentes mais ce nombre est minimal. Il n'existe pas de 2-coloration valide du graphe.
L'indice chromatique du snark de Szekeres est 4. Il existe donc une 4-coloration des arêtes du graphe telle que deux arêtes incidentes à un même sommet soient toujours de couleurs différentes. Ce nombre est minimal.

### Propriétés algébriques
Le groupe d'automorphismes du snark de Szekeres est d'ordre 20.
Le polynôme caractéristique  de la matrice d'adjacence du snark de Szekeres est : {\displaystyle (x-3)(x-1)^{9}(x+2)^{8}(x^{8}-x^{7}-12x^{6}+10x^{5}+41x^{4}-25x^{3}-43x^{2}+13x+6)^{4}}.